# 제4회 제주영화제
제4회 제주영화제는 2005년 9월 30일에 열린 시상식이다.

## 수상 및 후보

### 최우수 작품상
- 핑크 팰리스 - 서동일 수상

### 우수 작품상
- Toilet, Girl - 이창환 수상

### 트멍상
- 끝나지 않은 세월 4.3 Story - 김경률 수상

### 심사위원특별상
- 동구밖 과수원길 - 홍윤정 수상